# Конти, Том
Том Ко́нти (англ. Tom Conti; 22 ноября 1941, Пейсли, Шотландия, Великобритания) — шотландский актёр, театральный режиссёр и писатель.

## Ранние годы
Томас Конти родился в Пейсли, Ренфрушир. Он был воспитан в католической семье, но сам себя считает атеистом. Конти получил образование в Колледже Св. Алоизия, платной католической школе для мальчиков в Глазго и Королевской шотландской академии музыки и драматического искусства.

## Карьера
В 1959 году Конти начал работать в Dundee Repertory Theatre. В 1979 году он появился на Бродвее в пьесе «Чья это жизнь в конце концов?».
В 2006 году Конти с большим успехом играл в лондонском «Гаррик-театре» заглавного персонажа в спектакле по пьесе Кита Уотерхауса «Джеффри Бернард нездоров», заменив в этой роли Питера О’Тула. Как режиссёр Конти поставил спектакли по пьесам «Последние из горячих, красных любовников» Нила Саймона и «Настоящий смех» Ноэла Кауарда.
У Тома Конти также большой опыт работы на телевидении. Он играл главные роли в телевизионных версиях пьес «Сверкающие премии» Фредерика Рафаэла и «Норманнские завоевания» Алана Эйкборна. В  мини-сериале 1975 г. Мадам Бовари/Madame Bovary, Великобритания, сыграл мужа главной героини.
Конти появился в эпизоде «Принцесса на горошине» телесериала для детей «Театр волшебных историй», снялся в небольших ролях в сериалах «Друзья» и «Косби», а также в середине 1990-х годов вместе с Найджелем Хоторном участвовал в серии рекламных роликов автомобиля Opel Astra.
Кроме того, Том Конти снимался и в кино. В его фильмографии есть такие ленты, как «Дуэлянты», «Счастливого Рождества, мистер Лоуренс», «Рубен, Рубен», «Цена измены» и другие.
Книга Конти под названием «Доктор», рассказывающая о бывшем лётчике спецслужб, была опубликована в 2004 году.

## Личная жизнь
С 1967 года Том Конти женат на шотландской актрисе Каре Уилсон. У них есть дочь Нина, которая стала актрисой и чревовещателем. Она заявила, что её родители находятся в открытом браке.

## Избранная фильмография
| Год  |    | Русское название                              | Оригинальное название                  | Роль                            |
| ---- | -- | --------------------------------------------- | -------------------------------------- | ------------------------------- |
| 1975 | с  | Slade in Flame                                | Slade in Flame                         | Роберт Сеймур                   |
| 1977 | ф  | Дуэлянты                                      | The Duellists                          | доктор Жакен                    |
| 1977 | ф  | Замкнутый круг                                | Full Circle                            | Марк Беркли                     |
| 1983 | ф  | Счастливого Рождества, мистер Лоуренс         | Merry Christmas, Mr. Lawrence          | подполковник Джон Лоуренс       |
| 1983 | ф  | Рубен, Рубен                                  | Reuben, Reuben                         | Гоуэн Макгленд                  |
| 1986 | ф  | Спасительная милость                          | Saving Grace                           | папа Лев XIV                    |
| 1986 | тф | Охотник за нацистами: История Беаты Кларсфелд | Nazi Hunter: The Beate Klarsfeld Story | Серж Кларсфельд                 |
| 1989 | ф  | Ширли Валентайн                               | Shirley Valentine                      | Костас                          |
| 1991 | ф  | Осада Венеции                                 | Caccia alla vedova                     | граф Анжело                     |
| 1998 | с  | Друзья                                        | Friends                                | Стивен Уолтхэм                  |
| 2005 | ф  | Цена измены                                   | Derailed                               | Элиот Ферт                      |
| 2010 | с  | Чуть свет — в Кэндлфорд                       | Lark Rise to Candleford                | Уильям Борн / мистер Реппингтон |
| 2010 | с  | Миранда                                       | Miranda                                | Чарльз                          |
| 2010 | ф  | Буря                                          | The Tempest                            | Гонзало                         |
| 2012 | ф  | Уличные танцы 2                               | StreetDance 2                          | Ману                            |
| 2012 | ф  | Тёмный рыцарь: Возрождение легенды            | The Dark Knight Rises                  | заключённый                     |
| 2017 | ф  | Приключения Паддингтона 2                     | Paddington’s Adventures 2              | судья Джеральд Бигглсуэйд       |
| 2019 | с  | Доктор Мартин                                 | Doc Martin                             | Бернард Ньютон                  |
| 2023 | ф  | Оппенгеймер                                   | Oppenheimer                            | Альберт Эйнштейн                |

## Награды и номинации
| Награда               | Год  | Категория                                                                    | Название работы                               | Результат |
| --------------------- | ---- | ---------------------------------------------------------------------------- | --------------------------------------------- | --------- |
| Оскар                 | 1984 | Лучшая мужская роль                                                          | Рубен, Рубен                                  | Номинация |
| Золотой глобус        | 1984 | Лучшая мужская роль в драматическом фильме                                   | Рубен, Рубен                                  | Номинация |
| Золотой глобус        | 1987 | Лучшая мужская роль второго плана в телесериале, мини-сериале или телефильме | Охотник за нацистами: История Беаты Кларсфелд | Номинация |
| Тони                  | 1979 | Лучшая мужская роль в пьесе                                                  | Чья это жизнь, в конце концов?                | Победа    |
| Премия Лоренса Оливье | 1976 | Лучшая мужская роль в пьесе                                                  | Дон Жуан, или Каменный пир / Ученик дьявола   | Номинация |
| Премия Лоренса Оливье | 1978 | Лучшая мужская роль в пьесе                                                  | Чья это жизнь, в конце концов?                | Победа    |
| Премия Лоренса Оливье | 1980 | Лучшая мужская роль в мюзикле                                                | Играют нашу песню                             | Номинация |